# Seznam vlajek prezidentů subjektů Ruské federace

Vlajka ruského prezidenta
Poměr stran: 1:1

Seznam vlajek prezidentů subjektů Ruské federace představuje přehled všech vlajek prezidentů federálních subjektů Ruské federace. Prezidenti jsou představitelé federálních republik (21+1 – po anexi Krymu).

## Přehled vlajek prezidentů
Republiky uvádějí, že v čele mají prezidenta (rusky Президент) nebo hlavu (rusky Глава). Vlajky mají poměr stran 1:1. Vlajky zatím nemají vlastní články, (některé) jsou popsány v článcích o vlajkách republik.
| Umístění | Prezidentská vlajka | Vlajka republiky (pro porovnání) | Územní celek / více o vlajce                                          | Oficiální název republiky      | Zdroje            |
| -------- | ------------------- | -------------------------------- | --------------------------------------------------------------------- | ------------------------------ | ----------------- |
|          |                     |                                  | Adygejsko Adygejská vlajka                                            | Adygejská republika            |                   |
|          |                     |                                  | Altaj Vlajka Altajské republiky                                       | Altajská republika             |                   |
|          |                     |                                  | Baškortostán Vlajka Baškortostánu                                     | Republika Baškortostán         | [ 1 ] [ 2 ]       |
|          |                     |                                  | Burjatsko Burjatská vlajka                                            | Republika Burjatsko            |                   |
|          |                     |                                  | Čečensko Čečenská vlajka                                              | Čečenská republika             | [ 3 ]             |
|          |                     |                                  | Čuvašsko Čuvašská vlajka                                              | Čuvašská republika             | [ 4 ] [ 5 ] [ 6 ] |
|          |                     |                                  | Dagestán Dagestánská vlajka                                           | Republika Dagestán             |                   |
|          |                     |                                  | Chakasie Chakaská vlajka                                              | Chakaská republika             |                   |
|          |                     |                                  | Ingušsko Ingušská vlajka                                              | Republika Ingušsko             | [ 7 ]             |
|          |                     |                                  | Kabardsko-Balkarsko Kabardsko-balkarská vlajka                        | Kabardsko-balkarská republika  |                   |
|          |                     |                                  | Kalmycko Kalmycká vlajka                                              | Kalmycká republika             |                   |
|          |                     |                                  | Karačajsko-Čerkesko Karačajsko-čerkeská vlajka                        | Karačajsko-čerkeská republika  | [ 8 ] [ 9 ]       |
|          |                     |                                  | Karélie Karelská vlajka                                               | Republika Karélie              | [ 10 ] [ 11 ]     |
|          |                     |                                  | Komi Komijská vlajka                                                  | Republika Komi                 |                   |
|          |                     |                                  | Krym Krymská vlajka                                                   | Republika Krym                 |                   |
|          |                     |                                  | Marijsko Marijská vlajka Rubová strana prezidentské vlajky je odlišná |                                | [ 12 ] [ 13 ]     |
|          |                     |                                  | Mordvinsko Mordvinská vlajka                                          |                                |                   |
|          |                     |                                  | Sacha (Jakutsko) Vlajka Sachy                                         | Republika Sacha (Jakutsko)     | [ 14 ] [ 15 ]     |
|          |                     |                                  | Severní Osetie-Alanie Vlajka Severní Osetie-Alanie                    | Severoosetská republika-Alanie |                   |
|          |                     |                                  | Tatarstán Vlajka Tatarstánu                                           | Republika Tatarstán            | [ 16 ] [ 17 ]     |
|          |                     |                                  | Tuva Tuvinská vlajka                                                  | Tuvinská republika             |                   |
|          |                     |                                  | Udmurtsko Udmurtská vlajka                                            | Udmurtská republika            |                   |

## Historické vlajky prezidentů

Vlajka marijského prezidenta (2006–2011) Poměr stran: 1:1